# 옥주리
옥주리(1963년 10월 26일 ~ )는 대한민국의 배우이다.

## 생애
1963년 10월 26일 강원도 춘천시에서 태어난 그는 대한민국 국회사무처 직원으로 근무하다가 2012년에 사직하고 나와 배우로 데뷔하여 여러 드라마와 영화에 출연하며 활동 중이다.

## 경력
- 대한민국 국회사무처 직원

## 출연

### 방송

#### 드라마
- 2014년 MBC 《앙큼한 돌싱녀》 - 찜질방에서 나애라 옆에 누워있던 여자 역
- 2014년~2015년 SBS 《미녀의 탄생》 - 호텔 주방장 역
- 2014년~2015년 SBS 《피노키오》 - 기하명의 이웃집 주민 역
- 2014년~2015년 KBS 1TV 《당신만이 내사랑》
- 2015년 OCN 《실종느와르 M》 - 시장 상인 역
- 2015년 KBS 2TV 《오 마이 비너스》
- 2016년 tvN 《응답하라 1988》 - 브라질 떡볶이집 주인 역
- 2016년 MBC 《결혼계약》
- 2016년 tvN 《디어 마이 프렌즈》
- 2016년 MBC 《쇼핑왕 루이》 - 토스트 아줌마 역
- 2017년 KBS 1TV 《미워도 사랑해》 - 떡집 반장 역
- 2018년 tvN 《마더》
- 2018년 SBS 《나도 엄마야》 - 오혜림네 가사 도우미 역
- 2018년 KBS 2TV 《끝까지 사랑》
- 2018년 SBS 《서른이지만 열일곱입니다》 - 공항 청소하는 아줌마 역
- 2018년 KBS 2TV 《차달래 부인의 사랑》 - KG마트 손님 역
- 2018년 MBC 《배드파파》
- 2018년 KBS 2TV 《최고의 이혼》
- 2019년 KBS 1TV 《여름아 부탁해》
- 2019년 KBS 2TV 《단, 하나의 사랑》
- 2019년 MBC 《웰컴2라이프》 - 집 주인 역
- 2019년 tvN 《쌉니다 천리마마트》
- 2019년 KBS 1TV 《꽃길만 걸어요》 - 미화원 역
- 2019년 KBS 2TV 《우아한 모녀》 - 간병인 역
- 2019년 SBS 《맛 좀 보실래요》 - 옷 가게 주인 역
- 2020년 SBS 《하이에나》
- 2020년 KBS 1TV 《기막힌 유산》 - 집 주인 역
- 2020년 MBC 《꼰대인턴》
- 2020년 KBS 2TV 《비밀의 남자》
- 2020년 SBS 《펜트하우스》 - 사모님 역
- 2021년 MBC 《찬란한 내 인생》 - 고상아를 공원에서 목격한 아주머니 역
- 2021년 MBC 《밥이 되어라》 - 생선 장수 역
- 2021년 KBS 2TV 《오케이 광자매》 - 이철수가 일하는 펜션 주인 역
- 2021년 KBS 1TV 《속아도 꿈결》 - 정형외과 환자 역
- 2021년 SBS 《펜트하우스 3》 - 부산의 한 여관 주인 역
- 2021년 KBS 2TV 《신사와 아가씨》 - 상계동 옆집 아주머니 역
- 2021 ~ 2022년 SBS 《너의 밤이 되어줄게》 - 사진 찍어달라고 하는 등산객 역
- 2021년 ~ 2022년 MBC 《옷소매 붉은 끝동》 - 대전상궁 역
- 2021년 ~ 2022년 MBC 《두 번째 남편》- 낭떠러지에서 떨어진 재경을 구한 노인 역
- 2022년 tvN 《스물다섯 스물하나》- 동네 가게 주인 역
- 2022년 KBS2 《현재는 아름다워》 - 집주인 역
- 2022년 KBS2 《징크스의 연인》 - 생선가게 손님 역
- 2022년 플레이리스트 《미미쿠스》 - 하우스키퍼2 역
- 2023년 JTBC 《신성한, 이혼》 - 미용실 손님 역
- 2023년 JTBC 《닥터 차정숙》 - 클리닉 환자 역

### 영화
- 2012년 《아부의 왕》 - 옷가게 상인 역
- 2012년 《회사원》 - 여공원 역
- 2012년 《생계형 과실》 (단편 영화)
- 2012년 《어젯밤》 (단편 영화) - 이웃 역
- 2013년 《MJ》 (단편 영화)
- 2014년 《한번도 안해본 여자》 - 아줌마 1 역
- 2014년 《도희야》 - 동네 여자 2 역
- 2014년 《야간비행》 - 기택 엄마 역
- 2014년 《두근두근 내 인생》 - 휴게실 환자 역
- 2014년 《서울연애》 - 종업원 역
- 2014년 《서울두더지》 (독립 영화) - 진호 엄마 역
- 2015년 《기화》 - 미자 역
- 2015년 《장수상회》 - 장수마트 (농산물 코너) 역
- 2015년 《위험한 상견례 2》 - 복부인 역
- 2015년 《극비수사》 - 중산집 손님들 역
- 2015년 《뷰티 인사이드》 - 지하철 우진 부 역
- 2015년 《특종: 량첸살인기》 - 곱창집 주인 역
- 2015년 《비밀: 아내의 남자》 - 엄마 역
- 2015년 《말하지 않으면》 (단편 영화) - 건물 주인 역
- 2016년 《널 기다리며》 - 유가족 8 역
- 2016년 《캘린더걸》 - 지희 모 역
- 2016년 《레나》 - 아줌마 2 역
- 2016년 《부산행》 - 생존자 역
- 2016년 《최악의 하루》 - 독자 1 역
- 2016년 《고산자, 대동여지도》 - 광화문 구경꾼 여자 역
- 2016년 《럭키》 - 슈퍼 아줌마 역
- 2016년 《걷기왕》 - 병실 아줌마 1 역
- 2016년 《예술의 목적》 (독립 영화) - 환전소 사장 역
- 2016년 《판도라》 - 월촌리 마을 주민 역
- 2017년 《보안관》 - 미숫가루 아줌마 역
- 2017년 《살인자의 기억법》 - 밥집 아줌마 역
- 2017년 《아이 캔 스피크》 - 1987년 상인 역
- 2017년 《꾼》 - 마을 피해자 역
- 2017년 《지워야 산다》 - 사채업자 1 역
- 2018년 《허스토리》 - 여사장들 역
- 2018년 《보강 촬영》 (단편 영화) - 부동산 아줌마 역
- 2018년 《상류사회》 - 사모님 3 역
- 2018년 《배반의 장미》 - 두석 모 / 재훈 모 역
- 2018년 《성난황소》 - 이웃집 주민 1 역
- 2018년 《도어락》 - 짐 아줌마 역
- 2019년 《사바하》 - 아가페 사람 역
- 2019년 《생일》 - 유가족 엄마 2 역
- 2019년 《로망》 - 아주머니 역
- 2019년 《어린 의뢰인》 - 순애 역
- 2019년 《귀신의 향기》 - 익수 모 역
- 2019년 《나쁜 녀석들: 더 무비》 - 약 먹는 아줌마 역
- 2019년 《어제 일은 모두 괜찮아》 - 고등 급식 직원 1 역
- 2019년 《아내를 죽였다》 - 주민 3 역
- 2020년 《히트맨》 - 빨래 아줌마 역
- 2020년 《정직한 후보》 - 아줌마 1 역
- 2020년 《비행》 - 모텔 사장 역
- 2020년 《종이꽃》 - 간병인 역
- 2020년 《한점의 시간》 - 아주머니 역
- 2020년 《히치》 - 시어머니 역
- 2021년 《비와 당신의 이야기》 - 포장 마차 아줌마 역
- 2021년 《액션히어로》 - 집 주인 아줌마 역
- 2021년 《F20》 - 원주댁 / 주민 1 역
- 2021년 《다세대주택》 - 희숙 역
- 2022년 《짜장면...고맙습니다》 - 사회복지사 역
- 2022년 《헌트》 - 학사주점 주인 역
- 2023년 《카운트》 - 국밥집 주인 역
- 2023년 《그대 어이가리》 - 요양원 원장 역

## 음반

### 싱글
- 2019년 《내 이름은 트로트》
  - 〈나의 트로트〉